# Flexeiras
Flexeiras is een gemeente in de Braziliaanse deelstaat Alagoas. De gemeente telt 12.290 inwoners (schatting 2009).

## Aangrenzende gemeenten
De gemeente grenst aan Joaquim Gomes, Maceió, Messias, Murici en São Luís do Quitunde.

## Verkeer en vervoer
De plaats ligt aan de weg AL-430.